# Ctenus ornatus
Ctenus ornatus är en spindelart som först beskrevs av Eugen von Keyserling 1877.  Ctenus ornatus ingår i släktet Ctenus och familjen Ctenidae. Inga underarter finns listade i Catalogue of Life.